# Коледж Вільяма і Мері
Коледж Вільяма і Мері (англ. The College of William & Mary, лат. Collegii Gulielmi et Mariae in Virginia) — державний дослідницький університет в місті Вільямсбург (Вірджинія, США). Коледж був заснований в 1693 році королівською хартією Вільгельма і Марії і є другим за часом заснування вищим навчальним закладом США.
У коледжі вчилися американські президенти Томас Джефферсон, Джеймс Монро і Джон Тайлер, а також такі відомі американські діячі, як головний суддя Верховного суду США Джон Маршалл, спікер Палати представників США Генрі Клей і 16 американських державних діячів, які підписали Декларацію незалежності. В 1779 році в коледжі були відкриті кафедри права і медицини, що зробило його одним з перших університетів США.
У рейтингу найкращих американських державних ВНЗ за версією журналу Forbes за 2009 рік посів 4-те місце; у рейтингу за 2013 рік — 44-те місце (і 3-тє у Вірджинії).

## Спорт
Спортивна програма коледжу діє з 1893 року.
Спортивні команди коледжу об'єднані під назвою «William & Mary Tribe» (до 1978 — «Indians»).
У коледжі є поля для баскетболу, крос-кантрі, гольфу, гімнастики, футболу, плавання і дайвінгу, тенісу, легкої атлетики. Крім того, розвивається жіночий хокей з м'ячем, лакрос та волейбол, а також чоловічі бейсбол і футбол.